# Государственная молодёжная политика в Российской Федерации
Государственная молодёжная политика — направление деятельности Российской Федерации, представляющее собой систему мер нормативно-правового, финансово-экономического, организационно-управленческого, информационно-аналитического, кадрового и научного характера, реализуемых на основе взаимодействия с институтами гражданского общества и гражданами, активного расширения возможностей для эффективной самореализации молодёжи и повышения уровня её потенциала в целях достижения устойчивого социально-экономического развития, глобальной конкурентоспособности, национальной безопасности страны, а также упрочнения её лидерских позиций на мировой арене .

## Развитие молодёжной политики в России
На исходе Советского Союза руководство страны озаботилось проблемами молодёжи. Комсомол был в глубочайшем кризисе и необходимо было решать проблемы молодого поколения вне общественной структуры. Так в 1990 году появилась должность Уполномоченного при Президенте СССР по делам молодёжи, которую тогда предложили занять Андрею Шаронову. Летом 1991 года после выборов Президента России в новом российском Правительстве был создан госкомитет РСФСР по делам молодёжи, который возглавил тот же Андрей Шаронов. В конце 1991 года он стал полномочным представителем правительства по делам молодёжи. 16 сентября 1992 года появился комитет по делам молодёжи при правительстве РФ, который вновь возглавил Андрей Шаронов. 23 декабря 1996 года после ухода Шаронова в Минэкономики России госкомитет возглавила Татьяна Новикова. 24 июня 1998 года вместо Госкомитета возник Департамент по делам молодёжи в Министерстве труда и социального развития.
Но 22 сентября 1998 года госкомитет по делам молодёжи был вновь возрождён, его возглавил Деникин, Виктор Иванович. С 25 мая 1999 года по 17 мая 2000 года он носил название Госкомитета РФ по молодёжной политике. С 2000 по 2004 год он снова был упразднён и его функции были переданы департаменту по молодёжной политике Министерства образования Российской Федерации, который возглавила Галина Куприянова. Курировал Департамент заместитель Министра Юрий Васильевич Коврижных.
С 1 июня 2004 года, в результате административной реформы, в рамках вновь образованного Министерства образования и науки возник Департамент государственной молодёжной политики, воспитания и социальной защиты детей (с 2005 года в названии было убрано слово «государственной»), его возглавил Сергей Николаевич Апатенко. С ноября 2006 года — Алина Афакоевна Левитская. В Федеральном агентстве по образованию в 2004 году было создано Управление по делам молодёжи.
Указом Президента Российской Федерации от 14 сентября 2007 года № 1274 создан Государственный комитет Российской Федерации по делам молодёжи, руководителем которого распоряжением Правительства Российской Федерации назначен Василий Якеменко.
Государственный комитет Российской Федерации по делам молодёжи переименован в Федеральное агентство по делам молодёжи. Организационный статус и правовые основы деятельности Агентства закреплены в Положении, утверждённом Постановлением Правительства Российской Федерации от 29 мая 2008 г. № 409.
До 21 мая 2012 года Федеральное агентство по делам молодёжи находилось в ведении Министерства спорта, туризма и молодёжной политики РФ, 21 мая 2012 года передано в подчинение министерства образования и науки Российской Федерации. С 23 июня 2012 года руководителем Агентства является Сергей Юрьевич Белоконев.
27 декабря 2013 года Заместителем министра образования и науки Российской Федерации Вениамином Кагановым и руководителем Федерального агентства по делам молодёжи Сергеем Белоконевым был представлен проект «Стратегии развития молодёжи на период до 2025 года».
2 декабря 2014 года по итогам активного обсуждения в федеральных университетах, Общественной палате России, в общественных объединениях и на молодёжных форумах России с активным участием руководителя ФАДМ С. Поспелова и заместителя руководителя С. Чуева Председатель Правительства России Дмитрий Медведев утвердил "Основы государственной молодёжной политики до 2025 года" (Распоряжение от 29 ноября 2014 года № 2403-р). Основы направлены на воспитание гражданственности и патриотизма, а также формирование ценностей здорового образа жизни и института семьи.
В 2017 году рабочая группа при Совете Федерации анонсировала работу над законопроектом «О молодежи и государственной молодежной политике». В отличие от предыдущих законопроектов, предлагавшихся к рассмотрению, он содержит сведения о необходимости создания предпосылок для профессиональной реализации молодых людей, с сохранением традиционных параграфов о контроле за молодежными организациями и воспитании патриотизма. Авторы законопроекта определяют как молодежь россиян в возрасте от 14 до 35, а в отдельных случаях до 45 лет.
22 декабря 2022 года на заседании Госсовета президент РФ Владимир Путин сообщил, что молодежная политика является стратегически важной для государства. По его словам, молодые люди, которых сейчас в стране порядка 40 миллионов, через 10—20 лет будут вкладывать свои усилия в реализацию тех целей развития государства, которые определяются уже сегодня.
Российская молодёжь, по мнению президента, оказалась в уязвимом положении, из-за геополитических событий попав в центр информационной войны. В связи с этим Владимир Путин дал поручение  разработать и внедрить в учебные процессы отдельный академический курс, посвященный истории и основам Российской государственности. Это, по его словам, даст прочную основу в виде достоверных знаний.
В то же время глава комиссии Госсовета по направлению «Молодежная политика», губернатор Ямало-Ненецкого автономного округа (ЯНАО) Дмитрий Артюхов выступил с инициативой о создании отдельного национального проекта, который объединил бы в себе все направления по работе с молодежью и меры поддержки, а также предложил разработать стратегию молодежной политики до 2030 годах.
31 января 2023 года президент России Владимир Путин поручил Министерству просвещения, Минобрнауки и Росмолодежи разработать и представить концепцию Всемирного фестиваля молодежи и студентов, который должен быть проведен в 2023 году. Одновременно с этим глава государства рекомендовал главам субъектов страны создать в каждом регионе орган исполнительной власти, отвечающий за молодёжную политику.
Кроме того, Владимир Путин поручил кабинету министров вместе с комиссией Госсовета по молодежной политике разработать до 1 декабря Стратегию реализации молодежной политики в РФ до 2030 г. с учетом положений Стратегии национальной безопасности РФ и национальных целей развития РФ. Вместе с этим, правительство должно подготовить изменения в Долгосрочную программу содействия занятости молодёжи, ориентированные на помощь в получении 14–18-летними гражданами России трудового опыта; содействие развитию предпринимательской инициативы у молодежи; получение профессионального и дополнительного образования; поощрению работодателей к найму молодых сотрудников. Также должны быть подготовлены предложения по созданию условий по самореализации молодёжи в сферах волонтёрства, системы патриотического воспитания, детско-юношеских молодежных общественных объединений.  Кроме того Минобрнауки было поручено разработать и включить в образовательные программы высшего образования курс «Основы российской государственности». Отдельно перед правительством РФ был поставлен вопрос о проработке реализации дополнительных льготных ипотечных программ для молодежи.
В апреле 2023 года Минобразования России, реализуя заявление президента РФ Владимира Путина, сообщило о введении с сентября этого года в вузах страны курса «Основы российской государственности». Согласно информации ведомства, его разработкой занимались 3000 преподавателей из 562 отечественных университетов. Курс рассчитан на 72 часа и состоит из пяти частей: «Что такое Россия», «Российское государство-цивилизация», «Российское мировоззрение и ценности российской цивилизации», «Политическое устройство» и «Вызовы будущего и развитие страны».